# Choplifter
Choplifter (Japans: チョップリフター) is een videospel uit 1982. Het spel werd oorspronkelijk uitgebracht voor de Apple II home computer, maar hierna voor verschillende andere platformen waaronder MSX en Nintendo Entertainment System. Het doel van het spel is achter de vijandelijke linie te landen en zestien gijzelaars te redden per level. De speler zal hierbij worden gehinderd door tanks en vijandelijke vliegtuigen.

## Platforms
| Jaar | Platform                                   |
| ---- | ------------------------------------------ |
| 1982 | Apple II, Atari 8-bit, Commodore 64, VC 20 |
| 1984 | Atari 5200, ColecoVision, FM-7, PC-88      |
| 1985 | MSX, SG-1000, Thomson TO                   |
| 1986 | NES, SEGA Master System                    |
| 1987 | Atari 7800                                 |

Dan Gorlin maakte ook een versie voor de PC, maar deze werd nooit uitgebracht.

## Vervolgen
- Choplifter II (Game Boy, 1991)
- Choplifter III (Game Boy, SNES, 1993)
- Raid on Bungeling Bay (C64)

## Vergelijkbare spellen
- Air Rescue (Master System, 1992)
- ResQ (Mega Drive, 1994)
- Apocalypse (Amiga, 1994)
- Airlift Rescue (PC, 1995)
- Chopper (MacOSX, 2004)
- Glory Days - The Essence of War (Gameboy Advance, 2005)
- Saucelifter (PC, 2006)
- Glory Days 2 (Nintendo DS, 2007)
- Chopper (iPhone, 2009)
- Chopper 2 (iPhone, 2010)

## Trivia
- Het spel is opgenomen in het boek 1001 Video Games You Must Play Before You Die van Tony Mott.